# HD87405
HD87405 — хімічно пекулярна зоря спектрального класу B9, що має видиму зоряну величину в смузі V приблизно  8,5.
Вона  розташована на відстані близько 4593,8 світлових років від Сонця.

## Пекулярний хімічний склад
Зоряна атмосфера HD87405 має підвищений вміст 
Si
.